# Max Papis
Massimiliano "Max" Papis, född 3 oktober 1969 i Como, är en italiensk racerförare. 

## Racingkarriär
Papis började köra karting 1982. Efter ett par år gick han vidare till formel 3 och därefter till formel 3000 där han körde för Vortex Motorsport 1993 och för Mythos 1994. Året därefter debuterade han formel 1 för Arrows. Papis körde sju lopp säsongen 1995 och hans bästa resultat blev en sjundeplats i Italien.
Därefter har Papis kört CART i USA, bland annat för Arciero-Wells Racing 1996-1998 och för Sigma Autosport 2002. Han vann tre race mellan 1999 och 2001 för Team Rahal, där han var stallkamrat med Kenny Bräck. Papis bästa slutposition var en sjätte plats 2001.

## F1-karriär
| Säsong | Stall/Tillverkare | Poäng | Placering |
| ------ | ----------------- | ----- | --------- |
| 1995   | Footwork-Hart     | 0     | –         |